# Aire d'attraction de Paray-le-Monial
L'aire d'attraction de Paray-le-Monial est un zonage d'étude défini par l'Insee pour caractériser l’influence de la commune de Paray-le-Monial sur les communes environnantes. Publiée en octobre 2020, elle se substitue à l'aire urbaine de Paray-le-Monial, qui comportait 5 communes dans le zonage de 2010.

## Définition
L'aire d'attraction d'une ville est composée d’un pôle, défini à partir de critères de population et d’emploi ainsi que d’une couronne constituée des communes dont au moins 15 % des actifs travaillent dans le pôle. Le pôle d’attraction constitue ainsi un point de convergence des déplacements domicile-travail,.

## Géographie
L’aire d'attraction de Paray-le-Monial est une aire inter-régionale qui comporte 19 communes : 18 situées en Saône-et-Loire et 1 dans l'Allier (Luneau). 

### Carte

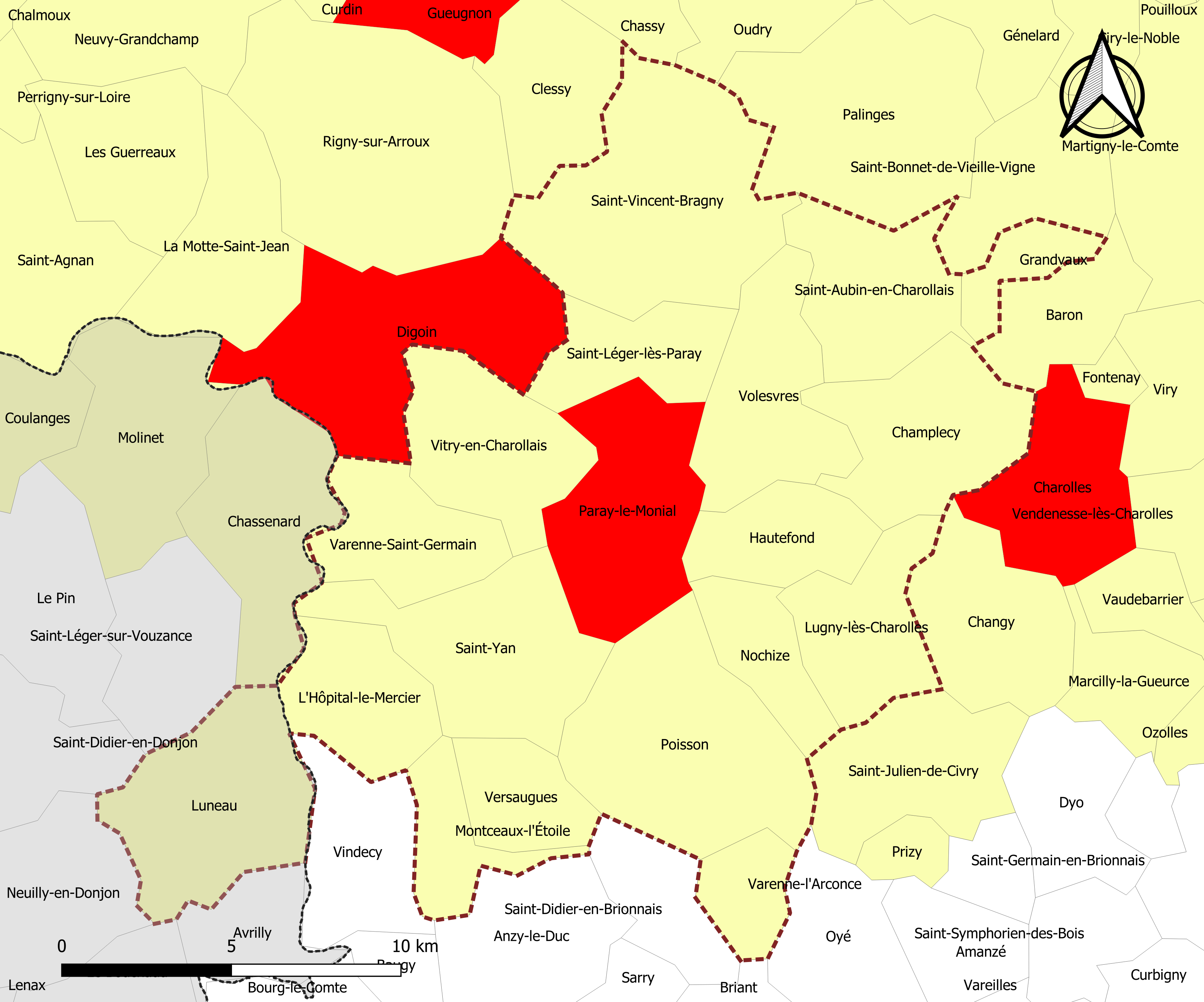
Carte de l'aire d'attraction de Paray-le-Monial.
Commune-centre
Commune de la couronne

### Composition communale
| Nom                              | Code Insee | Département    | Statut                 | Superficie (km2) | Population (dernière pop. légale) | Densité (hab./km2) | Modifier                                    |
| -------------------------------- | ---------- | -------------- | ---------------------- | ---------------- | --------------------------------- | ------------------ | ------------------------------------------- |
| Paray-le-Monial (commune-centre) | 71342      | Saône-et-Loire | commune-centre         | 25,20            | 9 256 (2022)                      | 367                | modifier les données · modifier les données |
| Luneau                           | 03154      | Allier         | commune de la couronne | 27,27            | 269 (2022)                        | 9,9                | modifier les données · modifier les données |
| Champlecy                        | 71082      | Saône-et-Loire | commune de la couronne | 22,82            | 208 (2022)                        | 9,1                | modifier les données · modifier les données |
| Grandvaux                        | 71224      | Saône-et-Loire | commune de la couronne | 6,18             | 86 (2022)                         | 14                 | modifier les données · modifier les données |
| Hautefond                        | 71232      | Saône-et-Loire | commune de la couronne | 13,62            | 202 (2022)                        | 15                 | modifier les données · modifier les données |
| L'Hôpital-le-Mercier             | 71233      | Saône-et-Loire | commune de la couronne | 16,47            | 301 (2022)                        | 18                 | modifier les données · modifier les données |
| Lugny-lès-Charolles              | 71268      | Saône-et-Loire | commune de la couronne | 16,72            | 324 (2022)                        | 19                 | modifier les données · modifier les données |
| Montceaux-l'Étoile               | 71307      | Saône-et-Loire | commune de la couronne | 9,64             | 297 (2022)                        | 31                 | modifier les données · modifier les données |
| Nochize                          | 71331      | Saône-et-Loire | commune de la couronne | 11,07            | 101 (2022)                        | 9,1                | modifier les données · modifier les données |
| Poisson                          | 71354      | Saône-et-Loire | commune de la couronne | 35,48            | 559 (2022)                        | 16                 | modifier les données · modifier les données |
| Saint-Aubin-en-Charollais        | 71388      | Saône-et-Loire | commune de la couronne | 19,61            | 493 (2022)                        | 25                 | modifier les données · modifier les données |
| Saint-Léger-lès-Paray            | 71439      | Saône-et-Loire | commune de la couronne | 13,37            | 759 (2022)                        | 57                 | modifier les données · modifier les données |
| Saint-Vincent-Bragny             | 71490      | Saône-et-Loire | commune de la couronne | 41,00            | 997 (2022)                        | 24                 | modifier les données · modifier les données |
| Saint-Yan                        | 71491      | Saône-et-Loire | commune de la couronne | 26,15            | 1 132 (2022)                      | 43                 | modifier les données · modifier les données |
| Varenne-l'Arconce                | 71554      | Saône-et-Loire | commune de la couronne | 8,30             | 111 (2022)                        | 13                 | modifier les données · modifier les données |
| Varenne-Saint-Germain            | 71557      | Saône-et-Loire | commune de la couronne | 15,62            | 692 (2022)                        | 44                 | modifier les données · modifier les données |
| Versaugues                       | 71573      | Saône-et-Loire | commune de la couronne | 10,86            | 191 (2022)                        | 18                 | modifier les données · modifier les données |
| Vitry-en-Charollais              | 71588      | Saône-et-Loire | commune de la couronne | 21,24            | 1 082 (2022)                      | 51                 | modifier les données · modifier les données |
| Volesvres                        | 71590      | Saône-et-Loire | commune de la couronne | 21,53            | 661 (2022)                        | 31                 | modifier les données · modifier les données |

## Démographie
Cette aire est catégorisée dans les aires de moins de 50 000 habitants, une catégorie qui regroupe 12,2 % de la population au niveau national.